# ディア湖 (ニューファンドランド・ラブラドール州)
ディア湖 (英語: Deer Lake) は、ニューファンドランド島の西部にある湖である。
その名前は、カリブーにハンバー・リバー・バレーへ向かったヨーロッパ人開拓者が名付けたニックネームである、「deer」という名称に由来する。
ディア・レイクは、ハンバー川上流の河口の北東の湖岸に位置する。ハンバー川の下流は、パサデナ付近から湖水を排水している。

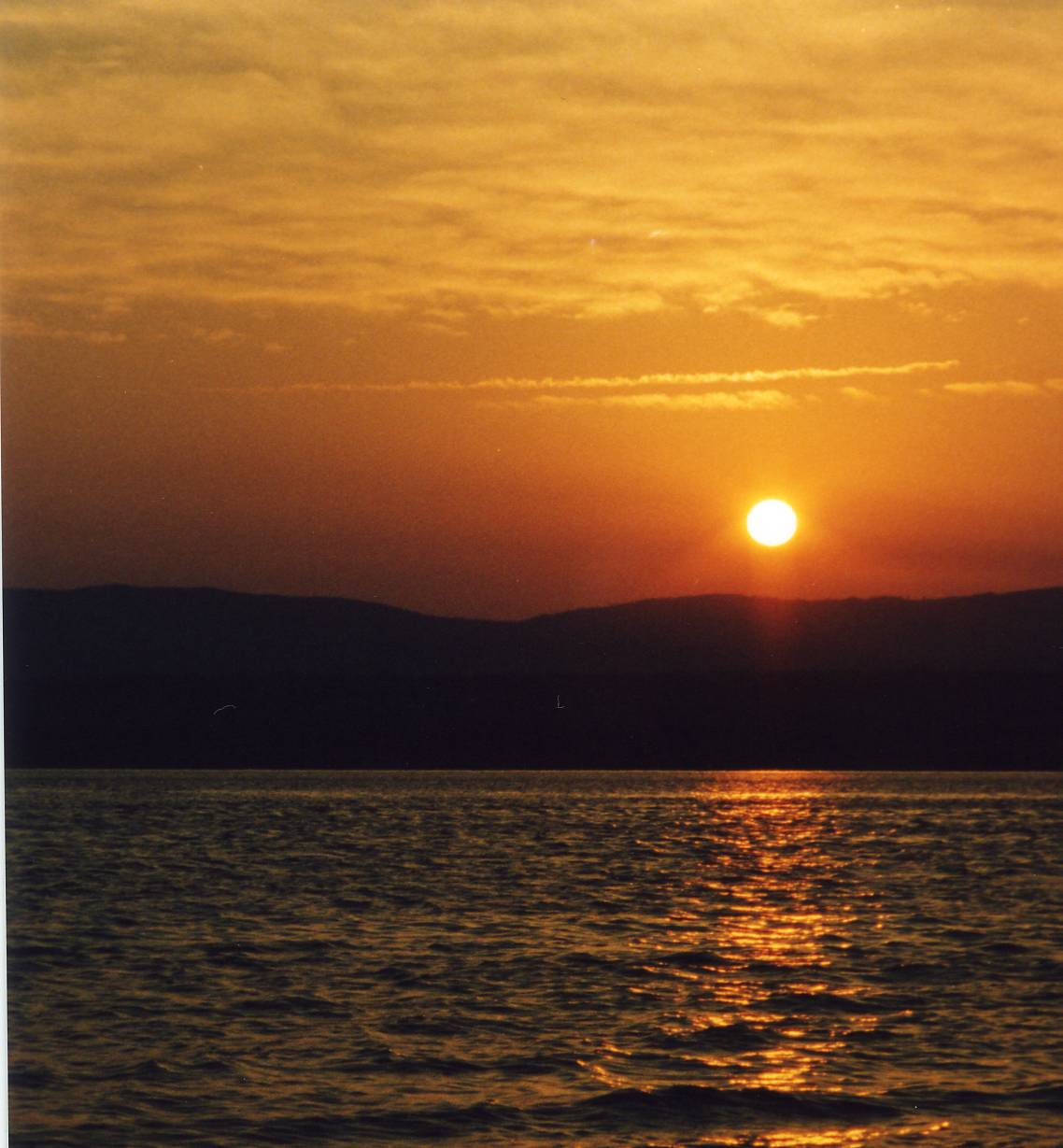
日暮れ
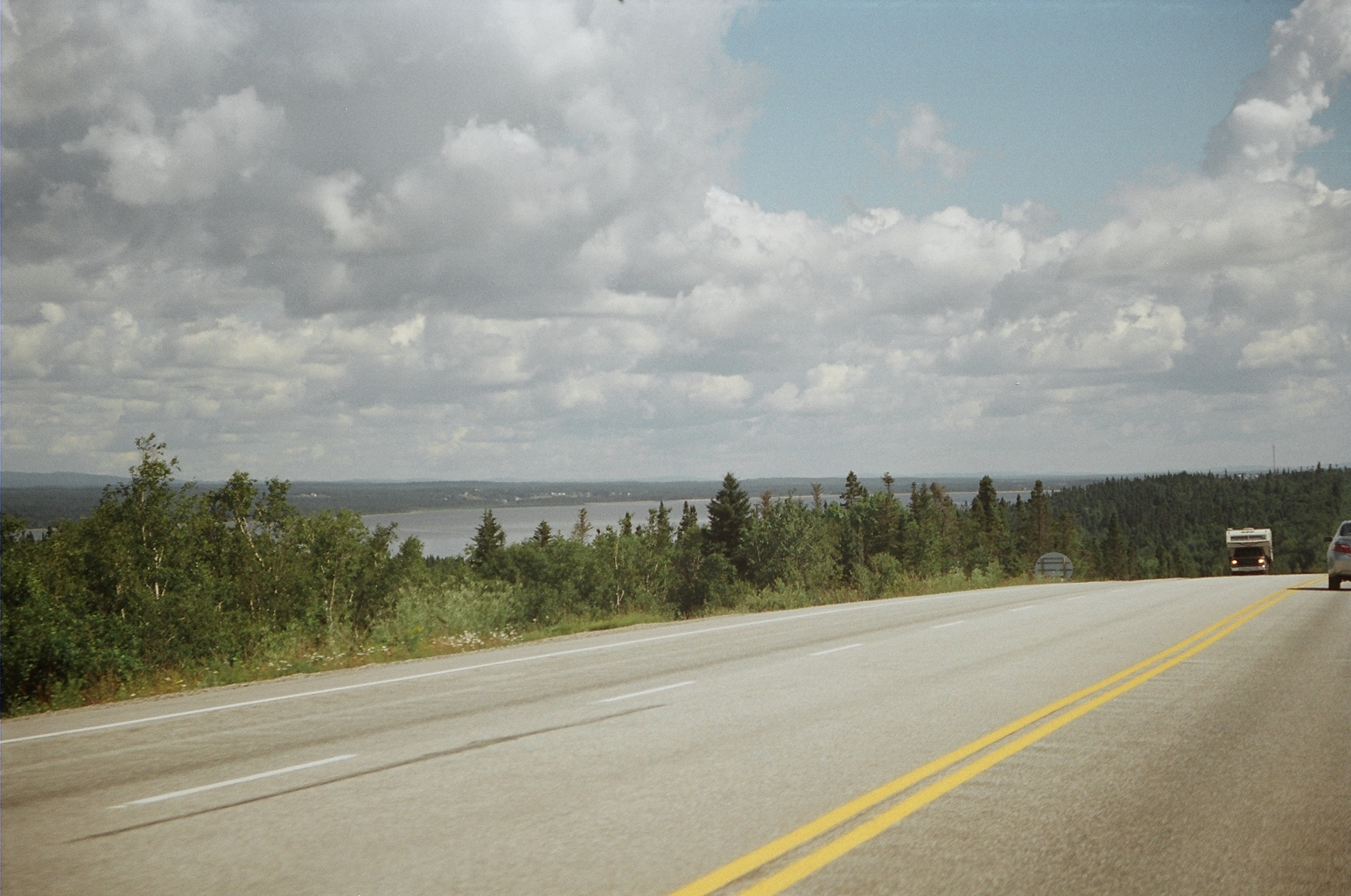
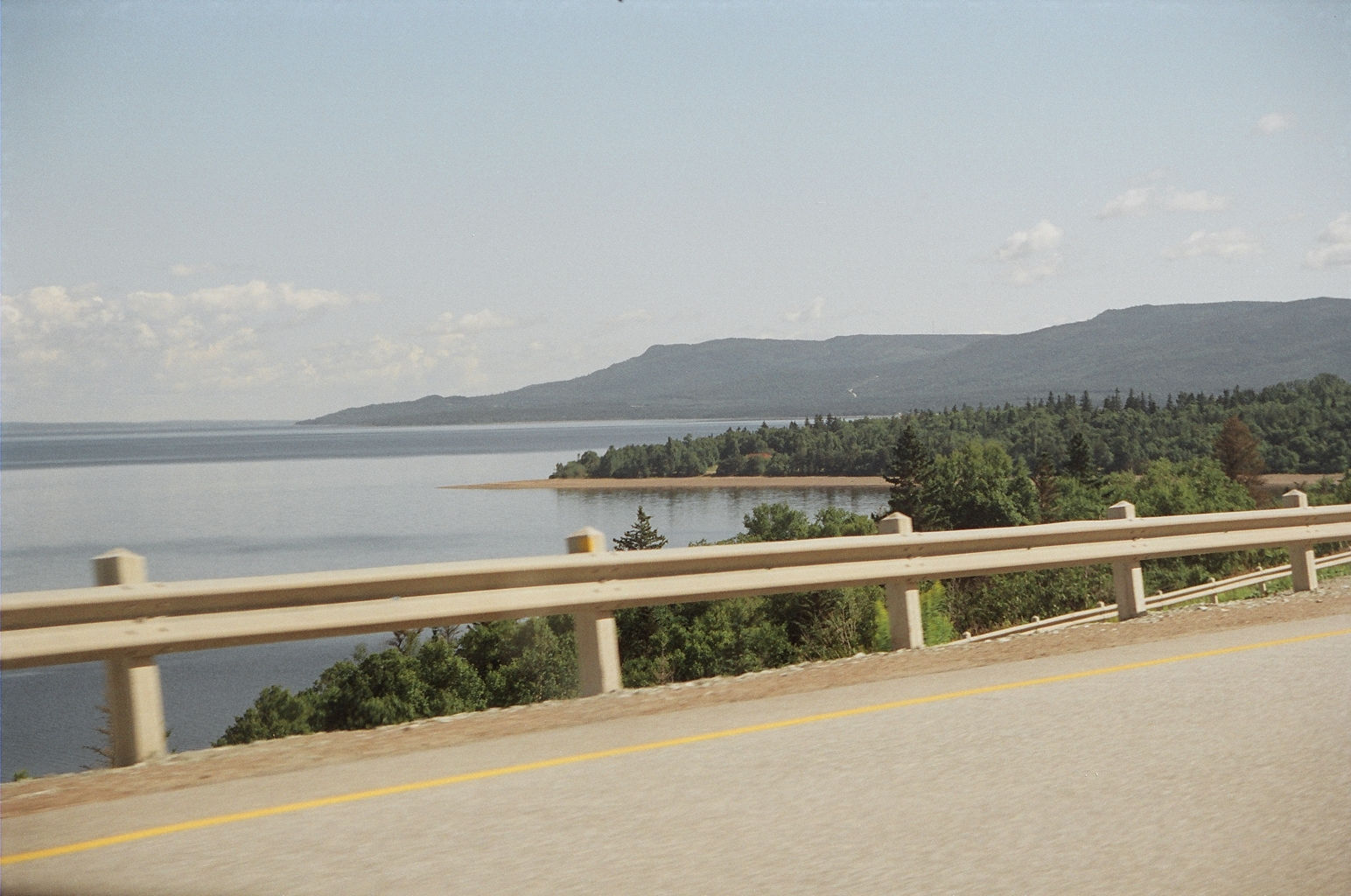